# 144000
144 000 è un numero naturale. Assume un significato particolare in varie religioni e all’interno di antichi sistemi di credenze profetiche.

## Religione

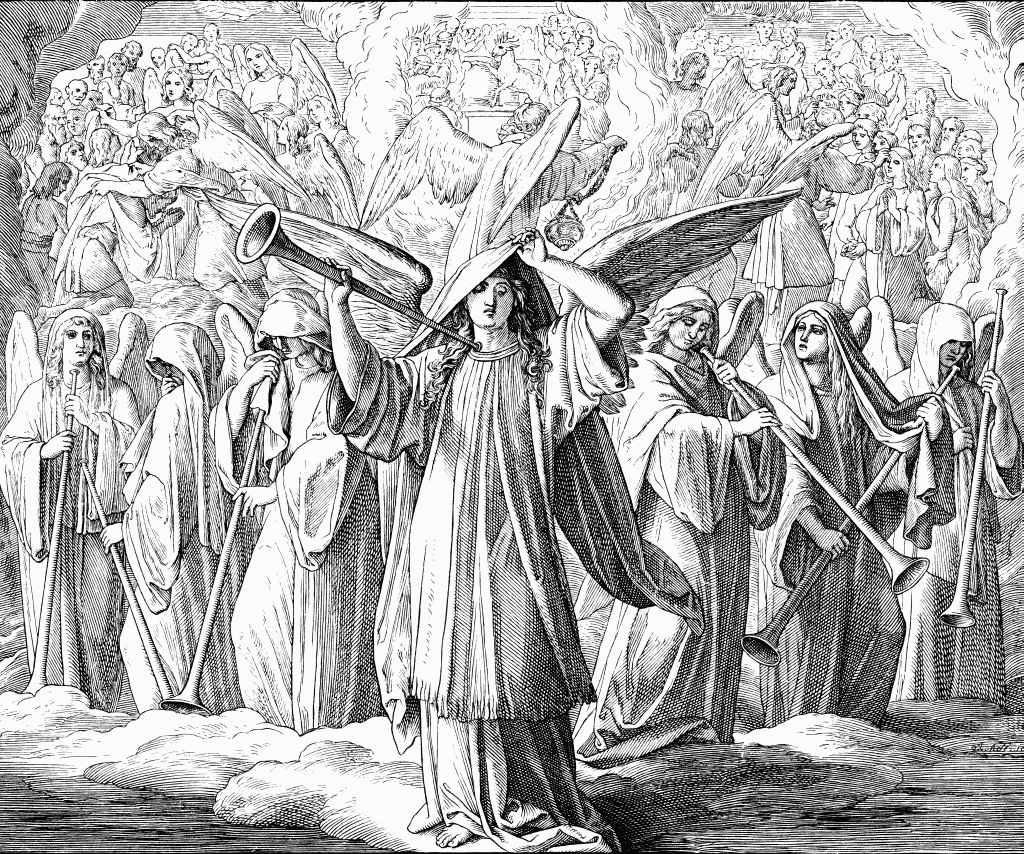
’’144.000 con trombe’’, incisione su legno (Julius Schnorr von Carolsfeld, 1860)

### Cristianesimo
Nella Bibbia, esso è richiamato in Apocalisse 7:3-8 e Apocalisse 14:1-5.
I numeri 12 000 e 144 000 sono variamente interpretati nel cristianesimo tradizionale. Alcuni, considerando i numeri dell'Apocalisse come simbolici, [4] credono che rappresenti tutto il popolo di Dio nel corso della storia nella Chiesa celeste. Il numero 12 è un simbolo della totalità, che viene elevato al quadrato e moltiplicato per 1 000, per maggiore enfasi.
Altri autori insistono sul fatto che i numeri 12 e 144 000 sono numeri letterali e rappresentano o i discendenti di Giacobbe (chiamato anche Israele nella Bibbia) o altri a cui Dio ha dato un destino superiore che prevede un ruolo particolare al tempo della fine del mondo.
144 000 sono gli evangelisti ebrei recentemente convertiti e inviati per portare i peccatori a Gesù Cristo durante il periodo dei sette anni di tribolazione. I preteristi credono di essere cristiani ebrei, sigillati per la essere liberati dalla distruzione di Gerusalemme nel 70 d.C.
Il dispensazionalista Tim LaHaye, nel suo commento Revelation: Illustrated and Made Plain (Zondervan, 1975), considera i 144 000 in Apocalisse 7 come riferiti agli ebrei e quelli in Apocalisse 14 come cristiani.

#### Testimoni di Geova
I Testimoni di Geova credono che esattamente 144 000 fedeli cristiani, dalla Pentecoste del 33 d.C. fino ai giorni nostri, saranno risuscitati in Cielo come esseri spirituali immortali per trascorrere l'eternità con Dio e con Cristo. Credono che queste persone siano "unte" da Dio per diventare parte dell'"Israele di Dio" spirituale. Credono che i 144 000 (che considerano sinonimo del "piccolo gregge" di Luca 12,32) regneranno con Cristo come re-sacerdoti per mille anni, mentre a tutte le altre persone accettate da Dio (le "altre pecore" di Giovanni 10:16, composte dalla "grande folla" di Apocalisse 7:9,14 e dai risuscitati "giusti e ingiusti" di Atti 24:15), sarà data l'opportunità di vivere per sempre in un paradiso restaurato sulla terra.
I singoli Testimoni dichiarano la loro pretesa di essere "unti" in forza dell’assunzione del pane e del vino alla Commemorazione annuale della morte di Cristo. Più di 20 700 Testimoni in tutto il mondo — un aumento di circa 12 000 dal 1995 — affermano di essere unti "rimanente" dei 144 000. I membri del Corpo Direttivo che esercitano autorità di insegnamento sui Testimoni di Geova in tutto il mondo affermano di essere tra i 144 000 unti e si considerano anche come parte del gruppo dello Schiavo fedele e saggio, descritto da Matteo 24:45 e da Luca 12:42.

#### Chiesa di Gesù Cristo dei Santi degli Ultimi Giorni
Secondo la Chiesa di Gesù Cristo dei Santi degli Ultimi Giorni, il suggellamento dei 144 000 riguarda i sommi sacerdoti, ordinati al santo ordine di Dio, per amministrare il vangelo eterno; "poiché sono coloro che sono stati ordinati da ogni nazione, tribù, lingua e popolo, dagli angeli ai quali è dato potere sulle nazioni della terra, per portare quanti verranno alla Chiesa del Primogenito".

#### Setta degli Skopcy
Secondo la setta degli Skopcy, il Messia sarebbe venuto quando il numero dei credenti fosse stato pari a 144 000, in base alla propria lettura dell’Apocalisse.

#### Chiesa dell'unificazione
Secondo la Chiesa dell'unificazione, fondata da Sun Myung Moon, i 144 000 rappresentano il numero totale di santi che Cristo deve trovare perché si "possano restaurare tramite indennizzo le missioni di tutti i santi del passato che, nonostante i loro migliori sforzi per fare la volontà di Dio, sono caduti in preda di Satana, fallendo nelle loro responsabilità. Egli deve trovare queste persone durante la sua vita e gettare le basi della vittoria sul mondo di Satana".

### Islam
144 000 era il numero di Ṣaḥāba del profeta Maometto, ma esistono anche stime differenti. Inoltre, è il numero totale di profeti dell'islam, sebbene sia stato riportato anche il numero di 124 000 e di 244 000. Non è noto il numero dei compagni di Maometto e dei profeti dell’Islam. Il Corano menziona per nome 30 profeti.

## Altri usi
- Secondo fonti copte, 144 000 furono le vittime della Strage degli innocenti[15];
- un Baktun è un ciclo del calendario maya, pari a un periodo di 144 000 giorni.